# Mark Henderson (natation)
Pour les articles homonymes, voir Henderson.
Mark Andrew Henderson , né le 14 novembre 1969, est un nageur américain. Lors des Jeux olympiques d'été de 1996 disputés à Atlanta, il a obtenu la médaille d'or lors du relais 4 × 100 m quatre nages, les Américains établissant à l'occasion le nouveau record du monde.

## Palmarès

### Jeux olympiques
- médaille d'or au relais 4 × 100 m quatre nages aux Jeux olympiques d'Atlanta en 1996

### Championnats du monde

#### Grand bassin
- Médaille d'or au relais 4 × 100 m quatre nages en 1991 à Perth
- Médaille d'or au relais 4 × 100 m quatre nages en 1994 à Rome

#### Petit bassin
- Médaille d'or au relais 4 × 100 m quatre nages en 1993 à Palma de Majorque
- Médaille d'argent au 100 m papillon en 1993 à Palma de Majorque
- Médaille d'argent au relais 4 × 100 m nage libre en 1993 à Palma de Majorque

### Championnats pan-pacifiques
- médaille d'or au relais 4 × 100 m quatre nages à Edmonton en 1991
- médaille d'or au 100 m papillon à Kobe 1993
- médaille d'or au relais 4 × 100 m quatre nages à Kobe en 1993
- médaille d'or au relais 4 × 100 m quatre nages à Atlanta en 1995
- médaille d'argent au 100 m papillon à Atlanta en 1995
- médaille de bronze au 100 m papillon à Tokyo 1989
- médaille de bronze au 100 m papillon à Edmonton 1991

### Jeux panaméricains
- médaille d'or au relais 4 × 100 m quatre nages à Mar del Plata en 1995
- médaille d'or au 100 m papillon à Mar del Plata en 1995